# Naratettix beppuanus
Naratettix beppuanus är en insektsart som beskrevs av Matsumura 1931. Naratettix beppuanus ingår i släktet Naratettix och familjen dvärgstritar. Inga underarter finns listade i Catalogue of Life.